# Bernie Paz
Bernie Paz (né Bernardo Paz-Soldan le 5 mai 1968 à Lima au Pérou) est un acteur péruvien.

## Biographie
Bernardo étudie au collège León Pinelo de la ville de Lima. Il part vivre en Israël avec sa famille, à cause du travail de son père. De 1988 à 1995, il habite à Jerusalén et pendant ce temps il étudie les sciences politiques à l'Université hébraique de Jérusalem.
Bernie débute à la télévision péruvienne en jouant dans la telenovela Amor Serrano et en participant ensuite à María Rosa, buscame una esposa, Vidas prestadas et Soledad. En 1998, il apparaît brièvement dans le film No se lo digas a nadie.
En 2007, il participe à Acorralada et à Mi adorada Malena.

## Télévision

### Telenovelas
- 2004 : Ángel rebelde (Venevisión) : Claudio Salazar
- 2007 : Acorralada (Venevisión) : Rodrigo
- 2007 : Mi adorada Malena : Leonardo
- 2009-2010 : Mujer comprada (TV Azteca) : Franco
- 2010 : Vidas robadas (TV Azteca) : Joan Manuel
- 2011 : Lalola (Frecuencia Latina) : Ramiro "Lalo" Padilla (Participation spéciale)
- 2011 : Emperatriz (TV Azteca) : Alejandro Miranda (Protagoniste)
- 2014 : Siempre tuya Acapulco

### Séries et unitaires
- 2007 : Decisiones (Telemundo) - Manuel (1 épisode)